# أحمد رضا بوردستان
أحمد رضا بوردستان (1956مـ-مسجد سليمان)(بالفارسية: احمدرضا پوردستان) هو قائد عسكري إيراني ومن قادة جيش الجمهورية الإسلامية الإيرانية. هو کان قائدا للقوة البرية لجيش الجمهورية الإسلامية الإيرانية في فترة ما بين 25 أغسطس 2008مـ حتی 19 نوفمبر 2016مـ. و في تاريخ 19 نوفمبر 2016 تم تعيينه کنائب القائد العام لجيش الجمهورية الإسلامية الإيرانية عبر حکم القائد العام للقوات المسلحة الإيرانية سيد علي خامنئي.
وقَبلَ هذا المنصب، کان بوردستان قد شغل المناصب کقائد القوة البرية لجيش الجمهورية الإسلامية الإيرانية ورئاسة جامعة إمام علي العسکرية لجيش الجمهورية الإسلامية الإيرانية والقائد الأعلى للجيش في محافظتي فارس وكهكیلویه وبویر أحمد.

## انظر أیضا
- جيش الجمهورية الإسلامية الإيرانية
- علي صياد شيرازي
- حبيب الله سياري
- فرزاد اسماعيلي
- عبد الرحيم موسوي
- مرتضی مطهري
- محمد إبراهيم همت
- حسن طهراني مقدم
- أحمد متوسليان
- علي فدوي
- حسن باقري